# Mylabris jacob
Mylabris jacob es una especie de coleóptero de la familia Meloidae.

## Distribución geográfica
Habita en Angola.